# Shoshoni (Wyoming)
Shoshoni è un centro abitato (town) degli Stati Uniti d'America, situato nella Contea di Fremont nello Stato del Wyoming. Nel censimento del 2000 la popolazione era di 635 abitanti. La città prende il proprio nome dalla tribù dei Shoshoni che vivono numerosi nella vicina Wind River Indian Reservation.

## Geografia fisica
Secondo i rilevamenti dell'United States Census Bureau, la località di Shoshoni si estende su una superficie di 8,6 km², tutti occupati da terre.

## Popolazione
Secondo il censimento del 2000, a Shoshoni vivevano 635 persone, ed erano presenti 171 gruppi familiari. La densità di popolazione era di 74,2 ab./km². Nel territorio comunale si trovavano 322 unità edificate. Per quanto riguarda la composizione etnica degli abitanti, il 93,39% era bianco, lo 0,16% era afroamericano, l'1,26% era nativo, l'1,10% proveniva dall'Asia, lo 0,94% apparteneva ad altre razze e il 3,15% a due o più. La popolazione di ogni razza ispanica corrispondeva al 3,94% degli abitanti.
Per quanto riguarda la suddivisione della popolazione in fasce d'età, il 30,4% era al di sotto dei 18, il 7,9% fra i 18 e i 24, il 24,1% fra i 25 e i 44, il 21,3% fra i 45 e i 64, mentre infine il 16,4% era al di sopra dei 65 anni di età. L'età media della popolazione era di 37 anni. Per ogni 100 donne residenti vivevano 94,2 uomini.